# Římskokatolická farnost České Velenice
Římskokatolická farnost České Velenice je územním společenstvím římských katolíků v rámci jindřichohradeckého vikariátu českobudějovické diecéze.

## O farnosti

### Historie
Po připojení Vitorazska k Československu v roce 1919 připadla do nové republiky část města Gmünd, pojmenována nejprve Cmunt v Čechách a později České Velenice. Roku 1920 byla v městečku zřízena prozatímní duchovní správa. V letech 1921–1937 bylo území Českých Velenic samostatnou apoštolskou administraturou, podřízenou Českobudějovické diecézi. Roku 1935 byl postaven moderní kostel, zasvěcený blahoslavené (později svaté) Anežce České. V roce 1937 byla místní farnost vtělena přímo do Českobudějovické diecéze.

### Současnost
Farnost byla administrována z Třeboně. Od 1. února 2017 má opět sídelního duchovního správce.
| Kostel                  | Místo          | Bohoslužba     | Bohoslužba                | Poznámka     |
| ----------------------- | -------------- | -------------- | ------------------------- | ------------ |
| Kostel sv. Anežky České | České Velenice | neděle čtvrtek | 11.00 18.00(lč)/17.00(zč) | farní kostel |
| Domov důchodců          | České Velenice | úterý          | 15.00                     | první patro  |